# Raymond Souplex
Raymond Souplex   (5è districte de París, 1 de juny de 1901 - 18è districte de París, 22 de novembre de 1972) fou un actor teatral, cinematogràfic i televisiu, i també cantant, de nacionalitat francesa.

## Biografia
El seu veritable nom era Raymond Guillermain, i va néixer a París. Fill d'un funcionari, i el menor de quatre germans, va intentar entrar en el Conservatoire National Supérieur d'Art Dramatique el 1920, encara que va fracassar. Va cursar estudis de dret al Liceu Louis-le-Grand alhora que treballava com a recepcionista, i al llarg dels anys 1930 va compondre cançons i va escriure diferents sketches.
Es va fer cantant i va actuar a cabarets i cafè-teatres parisencs, entre ells el Caveau de la République, el Teatre du Coucou i el Teatre des Deux Ânes. Va ser en aquest període que va conèixer Jane Sourza, amb la qual va formar parella artística, encara que no sentimental, com es va creure durant llarg temps.
A partir de 1935 va participar en emissions radiofòniques de Radio Cité acompanyat de Noël-Noël, Saint-Granier i Jane Sourza. Amb aquesta última va interpretar el paper d'un vagabund filòsof en l'emissió humorística Sur le banc. D'aquest programa va derivar el 1955 la pel·lícula del mateix títol dirigida per Robert Vernay, en la qual Souplex feia el paper principal del rodamón.
Durant la Segona Guerra Mundial, Raymond Souplex va continuar treballant per al Teatre de Dix-Heures, el Teatre des Deux Ânes, o per a Ràdio París. El 1940, a Les Surprises de la radio, de Marcel Paul, es va interpretar a si mateix al costat de grans vedettes de l'època. Va participar també, al costat d'artistes com Fréhel i Lys Gauty, en una gira per plantes del Tercer Reich en les quals treballaven nombrosos francesos del Servei del Treball Obligatori (STO), la qual cosa li va valer ser culpabilitzat després de l'Alliberament. Després de la guerra va reprendre l'emissió de Sur le banc a RTL des de 1949 a 1963. A Espanya li fou atorgat un dels premis Ondas 1959.
La seva carrera cinematogràfica es va iniciar el 1939 amb el film Sur le plancher des vaches, de Pierre-Jean Ducis, amb Noël-Noël, en un moment en el qual Raymond Souplex ja tenia una certa popularitat. Finalitzada la guerra va continuar treballant per a la pantalla, i el 1948 Henri-Georges Clouzot li va donar treball en el seu film Manon, treballant al costat de Cécile Aubry, Serge Reggiani i Michel Bouquet.
El 1957 Claude Loursais el va escollir per a ser l'actor principal de la sèrie televisiva policíaca Les Cinq Dernières Minutes, en la qual va encarnar a l'inspector (comissari a partir de 1965) Antoine Bourrel. El paper va ser inspirat pel rodatge del film Identité judiciaire, en el qual encarnava al comissari Basquier, personatge totalment comparable al comissari Bourrel. En la sèrie va treballar en 56 episodis entre 1958 i 1972, i va ser secundat per Jean Daurand en el paper de l'inspector Dupuy. La parella d'actors va treballar amb papers similars en dos films: L'assassin viendra ce soir i La Malédiction de Belphégor. En la sèrie, Raymond Souplex va tenir l'oportunitat de treballar amb actors de la talla de Françoise Fabian, Ginette Leclerc, Serge Gainsbourg, Pierre Brasseur, Henri Virlogeux, Bernard Fresson, Henri Crémieux, Jacques Monod, Yves Rénier, Henri Tisot, Gérard Hernandez, Marcel Bozzuffi, François Perrot, Michel Bouquet, Danièle Évenou, Marthe Mercadier, Raymond Gérôme i Jean-Pierre Cassel, entre d'altres.
Raymond Souplex va morir a París el 1972 a causa d'un càncer de pulmó. Tenia 71 anys, i llavors estava rodant l'episodi número 56 de la seva sèrie, Un gros pépin dans le chasselas. Va ser enterrat al cementiri parisenc de Gentilly. Havia tingut una filla, la també actriu Perrette Souplex.

## Filmografia
- 1939: Sur le plancher des vaches, de Pierre-Jean Ducis, amb Noël-Noël i Pauline Carton
- 1940: Les Surprises de la radio, de Marcel Aboulker, amb Claude Dauphin, Jane Sourza, Pierre Dac i Jean Marsac – també guió -
- 1942: Sirius symphonies, de Jean Devaivre
- 1945: Dans le mouvement, de Louis Devaivre
- 1945: La Pythonisse, de Jean Devaivre
- 1946: Les Deux Camille, de Jean Devaivre
- 1946: Symphonies, de Louis Devaivre
- 1946: Jamais deux sans trois, de Boris Zatouroff
- 1946: Je cherche un petit appartement, de Louis Devaivre
- 1946: Je te serais fidèle, de Louis Devaivre
- 1946: Quand allons-bous nous marier?, de Louis Devaivre
- 1946: Rêver, de Louis Devaivre
- 1947: Le Moulin de La Galette, de Jean Devaivre
- 1948: Les Drames du bois de Boulogne, de Jacques Loew
- 1948: Manon, de Henri-Georges Clouzot, amb Cécile Aubry
- 1948: Bonjour le monde, de Jean-Jacques Mehu
- 1948: Les Dupont sont en vacances, d'André Pellenc
- 1949: Branquignol, de Robert Dhéry
- 1950: Lady Paname, de Henri Jeanson, amb Louis Jouvet i Suzy Delair
- 1950: Trente-troisième chambre, de Henri Verneuil
- 1950: Le Passe-Muraille, de Jean Boyer, amb Bourvil
- 1950: Meurtres, de Richard Pottier, amb Fernandel i Jeanne Moreau
- 1950: Le Clochard milliardaire, de Léopold Gomez, amb Raymond Pellegrin, Jacqueline Gauthier i Henri Guisol
- 1950: Caroline chérie, de Richard Pottier
- 1951: Identité judiciaire, de Hervé Bromberger, amb Jean Debucourt, Eliane Monceau i Robert Berri
- 1951: Au fil des ondes, de Pierre Gautherin
- 1951: Paris chante toujours, de Pierre Montazel
- 1951: Le Vrai coupable, de Pierre Thevenard, amb Philippe Lemaire, Jean Davy i Pauline Carton
- 1952: Opération Magali, de Laslo V.Kish, amb André Le Gall, Philippe Nicaud i Georges Flamant
- 1952: Poil de carotte, de Paul Mesnier
- 1954: Si Versailles m'était conté ..., de Sacha Guitry
- 1955: Sur le Banc, de Robert Vernay, amb Jane Sourza i Julien Carette
- 1955: Nagana, de Hervé Bromberger, amb Barbara Laage i Renato Baldini
- 1955: Les Pépées au Service Secret, de Raoul André
- 1956: Les carottes sont cuites, de Robert Vernay, amb Jane Sourza i Lucien Baroux
- 1956: Bébés à gogo, de Paul Mesnier, amb Jane Sourza, Louis de Funès i Jean Carmet
- 1956: Coup dur chez les mous, de Jean Loubignac, amb Jane Sourza i Julien Carette
- 1956: Les Aventures de Till l'espiègle, de Gérard Philipe i Joris Ivens
- 1957: La Fille de feu, de Alfred Rode, amb Claudine Dupuis, Erno Crisa i Dinan
- 1958: Les Amants de demain, de Marcel Blistène
- 1959: Chaque minute compte, de Robert Bibal, amb Danik Patisson, Jean Lara i Georges Rollin
- 1960: Le Mouton, de Pierre Chevalier
- 1960: Alibi pour un Meurtre, de Robert Bibal, amb Danik Patisson, Alan Scott i Yves Vincent
- 1962: L'assassin viendra ce soir, de Jean Maley, amb François Deguelt, Renée Cosima i Paulette Dubost
- 1964: Le Dernier Tiercé, de Richard Pottier, amb Odile Versois, Magali Noël i Darío Moreno
- 1966: La Sentinelle endormie, de Jean Dréville
- 1966: La Malédiction de Belphégor, de Georges Combret i Jean Maley
- 1970: Clodo, de Georges Clair, amb Bourvil, Colette Renard i Pauline Carton

## Teatre
- 1952: La Tête des autres, de Marcel Aymé, escenografia d'André Barsacq, Teatre de l'Atelier
- 1952: Le Cocotier, de Jean Guitton, escenografia de Paule Rolle, Théâtre du Gymnase Marie-Bell
- 1952: Feu Monsieur de Marcy, de Raymond Vincy i Max Régnier, escenografia de Georges Douking, Teatre de la Porte Saint-Martin
- 1953: Ces messieurs de la Santé, de Paul Armont y Léopold Marchand, Théâtre de Paris
- 1954: Le Capitaine Smith, de Jean Blanchon, escenografia d'André Clavé, Teatre Montparnasse
- 1957: L'École des cocottes, de Paul Armont i Marcel Gerbidon, escenografia de Jacques Charon, Teatro Hébertot
- 1960: Crime parfait, de Frederick Knott, escenografia de Jean Meyer, Teatre del Palais-Royal
- 1961: Le Mariage forcé i L'escola dels marits, de Molière, escenografia de Jean Meyer, Teatre del Palais Royal
- 1962: Bichon de Jean de Létraz, escenografia de Jean Meyer, Teatre Édouard VII
- 1962: Piège pour un homme seul, de Robert Thomas, escenografia de Jacques Charon, Teatre de l'Ambigu-Comique
- 1963: Bonsoir Madame Pinson, d'Arthur Lovegrove, adaptació d'André Gillois i Max Régnier, escenografia de Jean-Paul Cisife, Teatre de la Porte Saint-Martin
- 1965: Le 3ème Témoin, de Dominique Nohain, escenografia de l'autor, Teatre de l'Ambigu-Comique
- 1966: La Perruche et le Poulet, de Robert Thomas, Teatre del Vaudeville
- 1968: La Perruche et le Poulet, de Robert Thomas, escenografia de l'autor, Teatre des Nouveautés
- 1969: L'Ascenseur électrique, de Julien Vartet, escenografia de Roland Piétri, Teatre de la Renaissance
- ??? : Le Troisième Témoin, de Dominique Nohain, Teatre de l'Ambigu-Comique

## Televisió
- 1957: En votre âme et conscience / L'affaire Gouffé, de Claude Barma
- 1963: Un coup dans l'aile, de Claude Barma]
- 1965: Le 3ème témoin, de Dominique Nohain, escenografia del autor, dirección de Georges Folgoas
- 1968: Les Enquêtes du commissaire Maigret / Le chien jaune, de Claude Barma
- 1971: Des yeux, par milliers, braqués sur nous, d'Alain Boudet

### Au théâtre ce soir
- 1967: Bon Appétit Monsieur, de Gilbert Laporte, escenografia de Fred Pasquali, direcció de Pierre Sabbagh, Teatro Marigny
- 1969: Le Deuxième Coup de feu, de Robert Thomas, escenografia del autor, direcció de Pierre Sabbagh, Teatro Marigny
- 1969: La Perruche et le Poulet, de Robert Thomas a partir de Jack Poppelwell, escenografia de Robert Thomas, direcció de Pierre Sabbagh, Teatre Marigny

### Les cinq dernières minutes
Entre 1958 i 1973 va participar en el rodatge de 56 episodis d'aquesta cèlebre sèrie policíaca encarnant al comissari Antoine Bourrel
- La clé de l'énigme, de Claude Loursais (01/01/58)
- D'une pierre deux coups, de Claude Loursais (09/03/58)
- Les cheveux en quatre, de Claude Loursais (07/04/58)
- Réactions en chaîne, de Claude Loursais (06/05/58)
- L'habit fait le moine, de Claude Loursais (06/06/58)
- Le théâtre du crime, de Claude Loursais (05/08/58)
- Le tableau de chasse, de Claude Loursais (07/10/58)
- Un sang d'encre, de Claude Loursais (09/12/58)
- Un grain de sable, de Claude Loursais (27/01/59)
- On a tué le mort, de Claude Loursais (10/03/59)
- Sans en avoir l'air, de Claude Loursais (14/08/59)
- Dans le pétrin, de Claude Loursais (18/09/59)
- Poisson d'eau douce, de Claude Loursais (03/11/59)
- Au fil de l'histoire, de Claude Loursais (01/03/60)
- Un poing final, de Claude Loursais (26/04/60)
- Dernier cri, de Claude Loursais i Jean-Marie Comeau (21/06/60)
- Le dessus des cartes, de Claude Loursais (06/09/60)
- Qui trop embrasse, de Claude Loursais (22/11/60)
- Sur la piste, de Claude Loursais (31/01/61)
- Cherchez la femme, de Claude Loursais (04/04/61)
- Épreuves à l'appui, de Claude Loursais (06/06/61)
- L'avoine et l'oseille, de Claude Loursais (26/09/61)
- L'épingle du jeu, de Claude Loursais (06/01/62)
- Le tzigane et la dactylo, de Pierre Nivelet (17/04/62)
- C'était écrit, de Claude Loursais (05/06/62)
- Mort d'un casseur, de Guy Lessertisseur (05/06/62)
- Un mort à la une, de Pierre Nivelet (27/11/62)
- L'eau qui dort, de Claude Loursais (12/03/63)
- Une affaire de famille, de Jean-Pierre Marchand (06/07/63)
- Fenêtre sur jardin, de Claude Loursais (18/02/64)
- 45 tours et puis s'en vont, de Bernard Hecht (23/04/64)
- Quand le vin est tiré, de Claude Loursais (11/07/64)
- Sans fleurs ni couronnes, de Claude Loursais (28/11/64)
- Napoléon est mort à SaintMandé, de Claude Loursais (24/04/65)
- Bonheur à tout prix, de Claude Loursais (03/07/65)
- Des fleurs pour l'inspecteur, de Claude Loursais (25/09/65)
- La chasse aux grenouilles, de Claude Loursais (27/11/65)
- Pigeon vole, de Claude Loursais (29/01/66)
- La rose de fer, de Jean-Pierre Marchand (04/06/66)
- Histoire pas naturelle, de Guy Lessertisseur (22/10/66)
- La mort masquée, de Guy Lessertisseur (14/01/67)
- Finir en beauté, de Claude Loursais (25/03/67)
- Un mort sur le carreau, de Roland-Bernard (16/09/67)
- Voies de fait, de Jean-Pierre Decourt (11/11/67)
- Les enfants du faubourg, de Claude Loursais (27/01/68)
- Tarif de nuit, de Guy Séligmann (06/04/68)
- Le commissaire est sur la piste, de Claude Loursais (23/03/69)
- Traitement de choc, de Claude Loursais (23/11/69)
- Une balle de trop, de Raymond Pontarlier (01/01/70)
- Les mailles du filet, de Claude Loursais (06/06/70)
- Les yeux de la tête, de Claude Loursais (01/11/71)
- Chassé croisé, de Claude Loursais (03/02/72)
- Meurtre par la bande, de Claude Loursais (04/05/72)
- Le diable l'emporte, de Claude Loursais (10/11/72)
- Meurtre par intérim, de Claude Loursais (07/02/73)
- Un gros pépin dans le chasselas, de Jean-Claude Bonnardot (07/11/73)

## Discografia
- Carmen, La Hurlette et cie, per Jane Sourza y Raymond Souplex, CD de 2006 editat per Marianne Mélodie.
- Chansons à boire, per Raymond Souplex, CD de 2006 editat per ULM.